# Gabija (Göttin)
Gabija (auch bekannt als Gabieta oder Gabeta) ist die Feuergöttin der litauischen Mythologie. Sie ist die Hüterin des Heims und der Familie. Ihr Name ist von gaubti (= bedecken, beschützen) oder von der heiligen Agatha (russisch: Gafiya) abgeleitet.
Gabija wird nur in einer Liste litauischer Gottheiten vom christlichen Theologen Jan Łasicki in seiner Abhandlung De diis Samogitarum („Über die zemaitischen Götter“) aus dem Jahr 1615 erwähnt. Sie kommt in der litauischen Folklore vor.
Laut der Überlieferung konnte Gabija zoomorphische Formen als Katze, Storch oder Hahn annehmen oder als rot gekleidete Frau erscheinen.
Gabija wurde sehr respektiert und wie ein lebendiges Wesen behandelt. Die Leute „fütterten“ sie mit Brot und Salz. So wie Gabija als die Beschützerin des Hauses angesehen wurde, wurden die Mütter eines Haushalts als die Beschützerinnen des Feuers angesehen. Das Feuer musste auch „ins Bett gebracht“ werden. So mussten die Frauen jeden Abend die Asche der Feuerstelle mit Kohle abdecken, damit es nicht „herumwandern“ konnte. Manchmal wurde eine Wasserschüssel neben die Feuerstelle gestellt, damit Gabija sich „waschen“ konnte. Wenn sie zornig war, so würde Gabija „spazieren gehen“, indem sie das Haus anzündete. Viele Volkserzählungen beschreiben das böse Schicksal von denen, die Gabija erzürnten, indem sie auf das Feuer stampften, spuckten oder urinierten.
Die Göttin Matka Gabia ist die Göttin des Heims, des Herds und die Patronin der Fürsorge der polnischen Mythologie. Ihr Name stammt vermutlich von Gabija.